# Lince Dorado
José Cordero (ur. 11 maja 1987 w San Juan) – portorykański profesjonalny wrestler, najbardziej znany z występów WWE w brandzie Raw w dywizji cruiserweight pod pseudonimem ringowym Lince Dorado. Cordero jest najbardziej znany z występów w federacji Chikara oraz wielu innych federacji niezależnych. Jego pseudonim ringowy oznacza po polsku „złoty ryś”.

## Kariera profesjonalnego wrestlera

### Chikara

#### Debiut (2007)
Cordeiro rozpoczął treningi w Meksyku u boku El Pantery, po czym udał się do Stanów Zjednoczonych na początku 2007. 17 lutego Dorado, Pantera i Sicodelico Jr. zadebiutowali w Chikarze jako część pierwszego turnieju King of Trios federacji. Trio dotarło do półfinałów, gdzie odpadło będąc pokonanym przez Mike’a Quackenbusha i ShaneSaw (Shane’a Storma i Jigsawa). Tuż po zakończeniu turnieju, DOrado przeprowadził się do New Jersey by móc występować na kolejnych galach Chikary. Dzięki pomocy dopingu fanów, Dorado wziął udział w pierwszym turnieju Rey de Voladores, w którym w finale przegrał z Chuckiem Taylorem. Podczas weekendu Anniversario, Dorado rozpoczął rywalizację z powracającym „Marvelous” Mitchem Ryderem, który walczył z migrantami o meksykańskich korzeniach. W trakcie trwania rywalizacji odniósł szokujące zwycięstwo z Chrisem Hero. Dorado pokonał Rydera w listopadzie 2007 w hair vs. mask amtchu, jednak podczas walki Dorado odniósł wiele kontuzji i wstrząśnienie mózgu po wykonaniu shooting star sentonu. W grudniu opuścił szpital i wystąpił podczas gali, gdzie interweniując w walkę Rydera pomógł wygrać Timowi Donstowi.

#### Kings of Trios i The Future is Now (2008–2009)

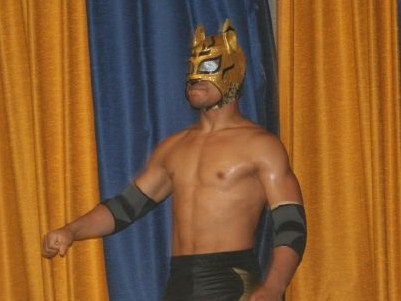
Dorado w 2008.

Dorado powrócił do ringu w styczniu 2008, gdzie wraz z Claudiem Castagnolim i Ophidianem pokonał Mike’a Quackenbusha, Tima Donsta i Amasisa w Trios Increibles matchu; podczas walki przyjął przyziemny styl walki. Wraz z El Panterą i Incognito (trio znane jako Los Luchadores de Mexico) wziął udział i wygrał turniej King of Trios pokonując w finale The BLKOUT (Eddiego Kingstona, Ruckusa i Jokera. Kilka miesięcy po turnieju rozpoczął rywalizację z Kingstonem, a także zaczął współpracować z byłym rywalem Jimmym Olsenem i Heliosem jako drużyna The Future is Now. Trójka rywalizowała głównie z The UnStable (Vinem Gerardem, STIGMĄ i Colinem Delaneyem). Pod koniec 2008 Olsen (występujący jako Equinox) i Dorado wygrali pierwszy turniej La Lotería Letal i otrzymali szansę na walkę o Chikara Campeonatos de Parejas. 16 listopada 2008 na gali „Armdrags to Riches” przegrali z The Osirian Portal w two-out-of-three falls matchu. 22 listopada 2009 podczas finału ósmego sezonu Three-Fisted Tales, Dorado zmierzył się i przegrał z Playerem Dos o Chokara Young Lions Cup.

#### Bruderschaft des Kreuzes (2010–2011)

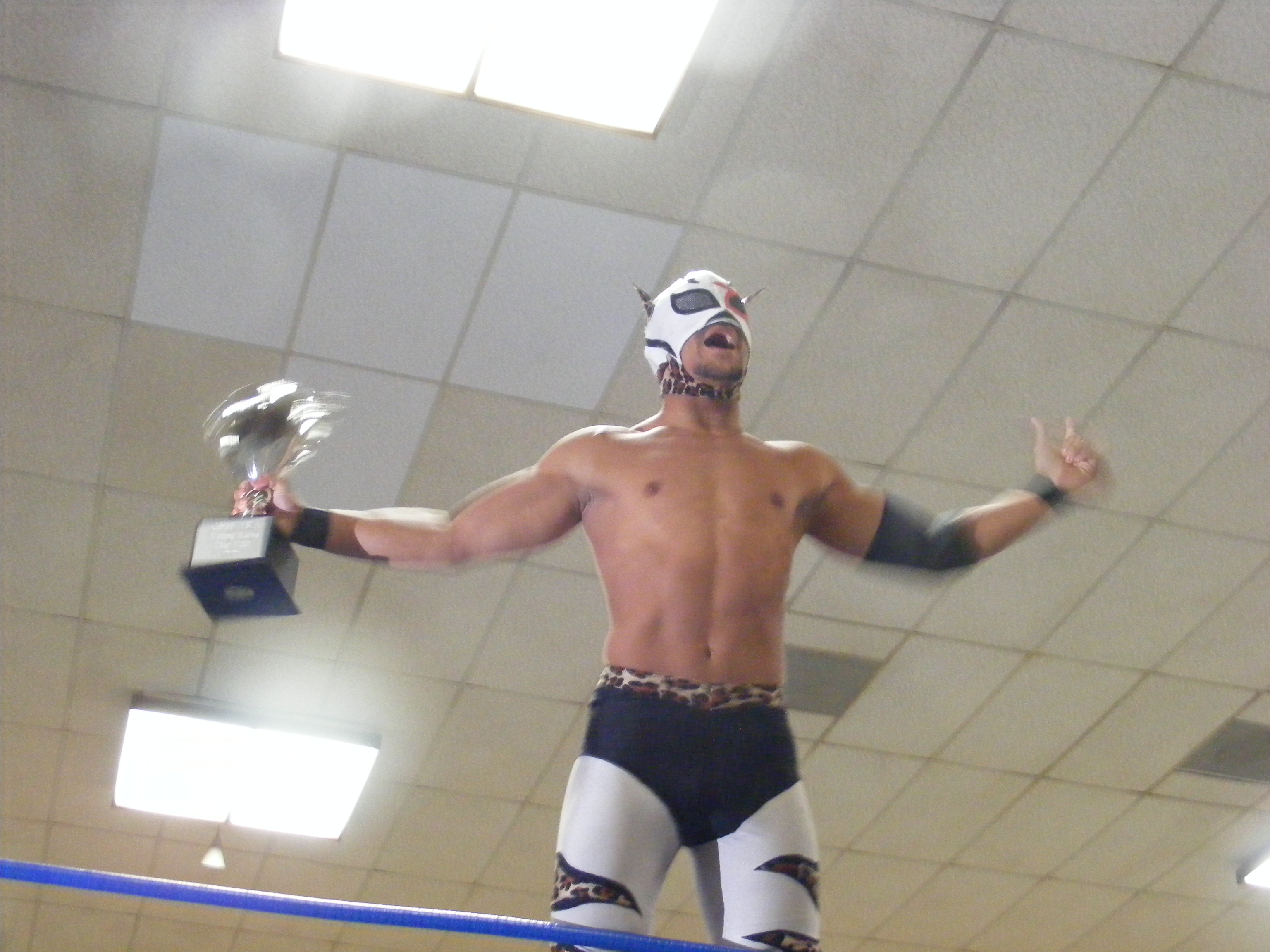
Dorado z trofeum Chikara Young Lions Cup.

31 stycznia 2010 Dorado i Equinox mieli być częścią drużyny Mike’a Quackenbusha w starciu z ugrupowaniem Bruderschaft des Kreuzes (BDK), lecz podczas eight-man tag team matchu Dorado odwrócił się od Equinoxa i przyłączył się do BDK. Dorado wyjaśnił swój atak tym, że widownia federacji Chikara nigdy go nie akceptowała za swoje zdolności w ringu. 20 marca podczas gali Wit, Verve, and a Bit o' Nerve, Dorado pokonał byłego partnera Equinoxa w singlowym starciu. 28 sierpnia pokonał Gregory’ego Irona, po czym pokonał Adama Cole’a, Camerona Skyy'a, Keita Yano, Obariyona i Ophidiana w six-way elimination matchu, tym samym docierając do finału ósmego corocznego turnieju Young Lions Cup. W finale został pokonany przez Frightmare'a. W październiku wyruszył w podróż do Japonii z federacją Osaka Pro Wrestling. Dorado miał wystąpić podczas gal Chikary z 12 i 13 marca 2011, lecz ostatecznie się na nich nie pojawił. W przyszłym weekendzie jego profil został usunięty ze strony Chikary.

### Federacje niezależne (2007–2016)
Po debiucie w Chikarze, Dorado sporadycznie również występował w różnych federacjach niezależnych. W maju 2008 wygrał Independent Wrestling Revolution Revolucha Cup pokonując Josha Abercrombiego w finałowym two-out-of-three falls matchu. Dorado zadebiutował w Dragon Gate USA na gali Open the Heroic Gate w dark matchu, gdzie pokonał siedmiu wrestlerów. 9 października 2009 wygrał Sweet Sixtreen Tournament federacji F1RST Wrestling. Miesiąc później wziął udział w turnieju o Open the Freedom Gate Championship, lecz w pierwszej rundzie został pokonany przez Gran Akumę. Na początku 2010 przegrał z Richem Swannem walkę o zawieszone Real Championship Wrestling Cruiserweight Championship. 26 marca zdobył Garden State Pro Wrestling Championship wygrywając turniej o zwakowany tytuł. W maju przegrał z Shiimą Xionem w pierwszej rundzie turnieju Super Indy IX. Dwa miesiące później przegrał z Xionem o IWC Super Indy Championship. W grudniu zadebiutował w federacji Full Impact Pro, gdzie przegrał z Craigiem Classicem w pierwszej rundzie turnieju Jeff Peterson Memorial Cup.
Po opuszczeniu Chikary w 2011, Dorado występował głównie w I Believe in Wrestling, Florida Underground Wrestling, IGNITE Wrestling oraz czasem w Dragon Gate USA. W 2013 wystąpił na kilku galach federacji Dreamwave Wrestling. 14 marca 2014 pokonał Grana Akumę podczas gali Everything Burns i zdobył FIP Florida Heritage Championship.

### Total Nonstop Action Wrestling (2012–2013)
4 października 2012 Dorado wystąpił w tryoutach przeprowadzanych przez federację Total Nonstop Action Wrestling (TNA), gdzie zawalczył z Kazarianem. 12 stycznia wziął udział w nagraniach gali X-Travaganza (emitowanej 5 kwietnia), gdzie wziął udział w siedmioosobowym Xscape matchu, który wygrał Christian York.

### WWE

#### Dywizja cruiserweight (od 2016)
3 kwietnia 2016 Dorado został ogłoszony jednym z uczestników turnieju Cruiserweight Classic federacji WWE. 23 czerwca pokonał w pierwszej rundzie Mustafę Alego. 14 lipca odpadł w drugiej rundzie będąc pokonanym przez Richa Swanna On July 22, it was reported Dorado had signed a contract with WWE.
16 września Dorado został ogłoszony jednym z członków nadchodzącej dywizji cruiserweight brandu Raw. Zadebiutował 21 września podczas odcinka tygodniówki Main Event, gdzie przegrał ze Swannem. Podczas pre-show gali Hell in a Cell, Dorado, Sin Cara i Cedric Alexander pokonali Tony’ego Nese’a, Drew Gulaka i Ariyę Daivariego. 13 grudnia wystąpił podczas trzeciego odcinka nowej tygodniówki 205 Live, gdzie jego walka z Mustafą Alim zakończyła się podwójnym wyliczeniem poza ringowym. 26 czerwca 2017 przegrał walkę z posiadaczem WWE Cruiserweight Championship Neville’em. Tydzień później podczas edycji 205 Live ponownie poniósł porażkę z mistrzem.

## Styl walki
- Finishery

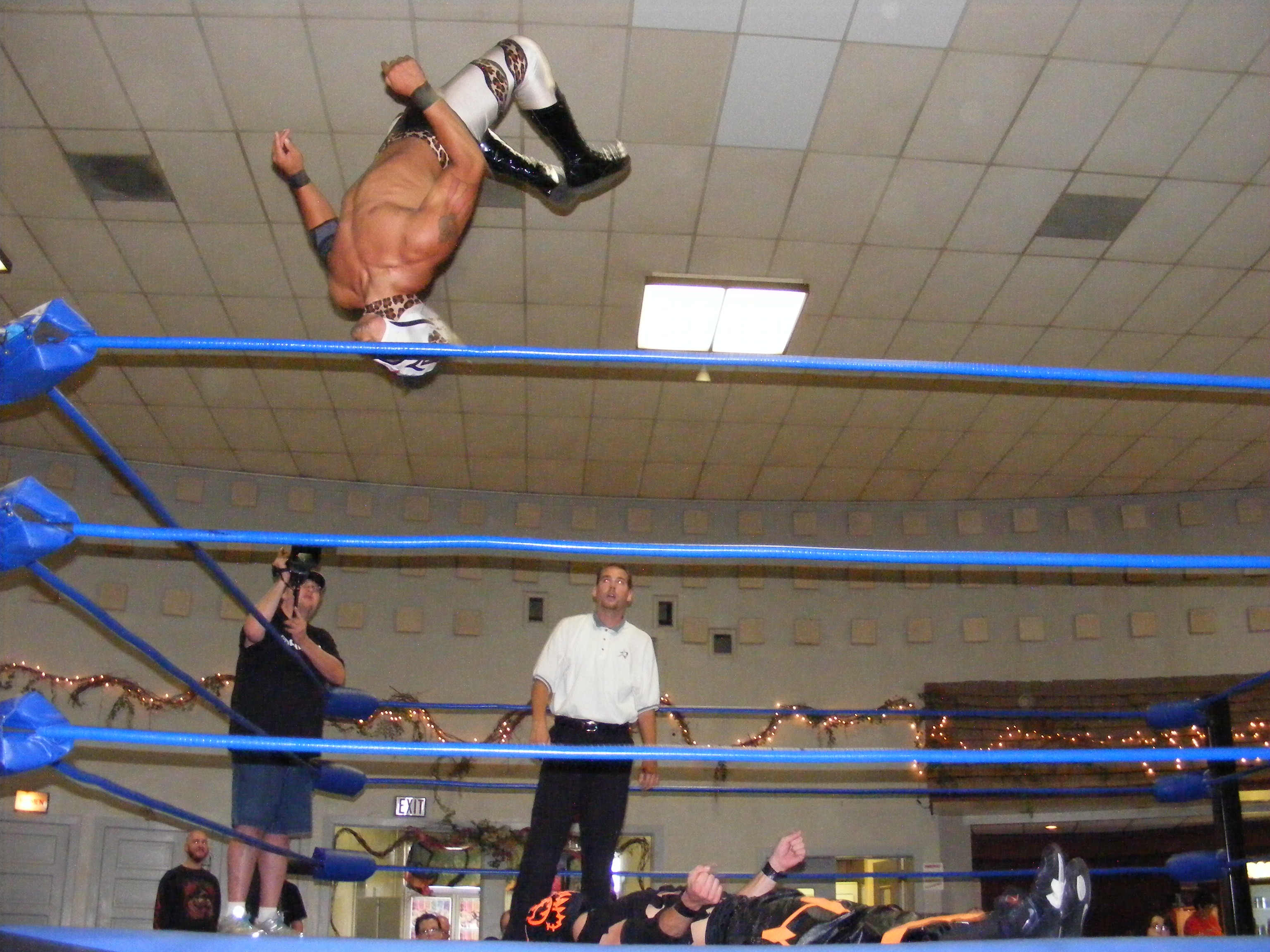
Dorado wykonujący shooting star press na Frightmare'u.

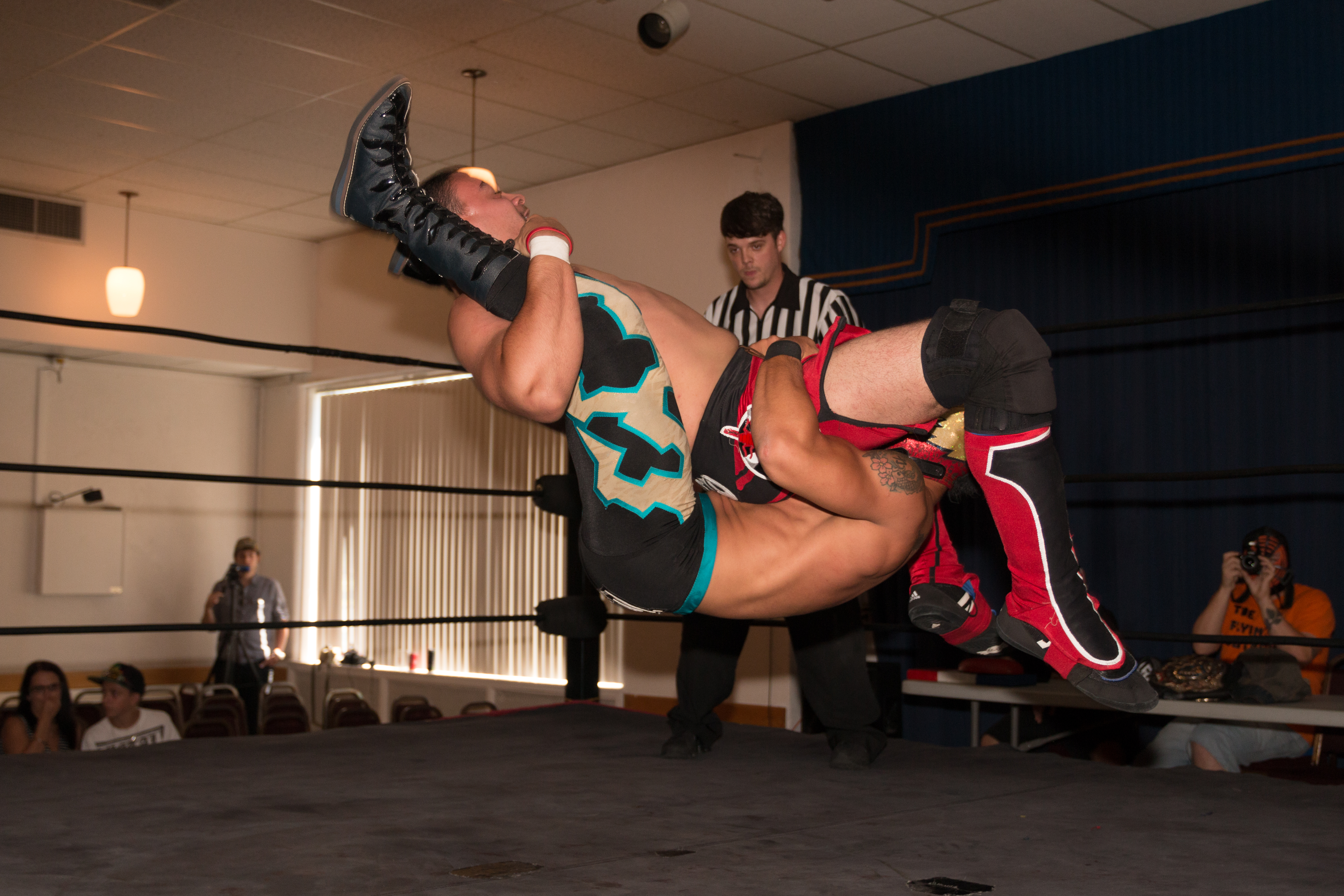
Lince Dorado podczas wykonywania sunset flip powerbombu na EYFBO.

  - Chikara Special (Kneeling step-over head-hold wrist-lock, po którym zaczepia nogę przeciwnika) – 2017[4][7]
  - Lynxsault (No-handed springboard moonsault) – 2017[4][2][7][19]
  - Shooting star press[4][7][19]
  - Shooting star senton[4][5] – 2007
  - Standing moonsault side slam[4][2], czasem wykonywany z górnej liny – 2017[35]

- Inne ruchy
  - Anaconda vise[4]
  - Cartwheel przeistaczany w over the top rope corkscrew suicide senton lub suicide plancha[4] – zaadaptowane od Heliosa
  - Corkscrew somersault leg drop[4]
  - Diving crossbody[19]
  - Double springboard seated senton[4]
  - Facebreaker DDT[19]
  - Flip DDT[2][19]
  - Leap of Faith (Frankensteiner wykonywany stojąco lub z rozbiegu w przeciwnika na górnej linie)[4] – zaadaptowane od Jigsawa
  - Moonsault[4], czaseym wykonywany stojąc lub w wersji cockscrew[19]
  - Wariacje kopnięć
    - Backflip z górnej liny z dodaniem dropkicku[19]
    - Dropsault[36][37]
    - Enzuigiri[19]
    - Rolling wheel kick[5][7]
    - Sole kick[19]
    - Tiger feint kick[4]

  - Senton[19]
  - Sitout scoop slam piledriver[37][38][39]
  - Standing shooting star press[4][2] – zaadaptowane od Equinoxa
  - Suicide dive[4]
  - Vertical suplex powerbomb[37]

- Przydomki
  - „The Golden Lynx of Lucha Libre”[4][5]
  - „The Feline Phenomenon”[7]
  - „Purrfect 10”[40]
  - „The Sultan of the Shooting Star Press”[41]

- Motywy muzyczne
  - „Eye of the Tiger” ~ Survivor[42][43]
  - „Engel” ~ Rammstein[44] (używany podczas członkostwa w grupie Bruderschaft des Kreuzes)
  - „Golden Rush” ~ CFO$[45] (WWE; od 2016)

## Mistrzostwa i osiągnięcia
- Championship Wrestling Entertainment
  - CWE Tag Team Championship (1 raz) – z Jonem Cruzem

- Chikara
  - King of Trios (2008) – z El Panterą i Incognito[14]
  - La Lotería Letal – z Jimmym Olsenem[46]

- Dreamwave Wrestling
  - Dreamwave Alternative Championship (1 raz)

- F1RST Wrestling
  - Sweet Sixteen Tournament (2009)[47]

- Force One Pro Wrestling
  - F1 Heritage Championship (1 raz)[48]

- Full Impact Pro
  - FIP Florida Heritage Championship (1 raz)

- Garden State Pro Wrestling
  - GSPW Championship (1 raz)[2]
  - GSPW Championship Tournament (2010)

- National Wrestling Alliance Florida Underground Wrestling
  - NWA FUW Flash Championship (1 raz)

- Independent Wrestling Revolution
  - Revolucha Cup (2008)

- Pro Wrestling Illustrated
  - PWI umieściło go w top 500 wrestlerów rankingu PWI 500: 395. miejsce w 2007; 275. miejsce w 2008; 249. miejsce w 2009; 239. miejsce w 2010; 363. miejsce w 2011; 336. miejsce w 2012; 444. miejsce w 2013; 388. miejsce w 2014; 370. miejsce w 2015; 294. miejsce w 2016; 233. miejsce w 2017[49]

- RIOT Pro Wrestling
  - RIOT Tag Team Championship (1 raz) – z Aaronem Epicem[50]

- Southern Championship Wrestling Florida
  - SCW Florida Heavyweight Championship (1 raz)[50]
  - SCW Florida Cruiserweight Championship (1 raz)[51]
  - SCW Florida Cruiserweight Championship Tournament (2011)

### Rekordy Luchas de Apuestas
| Zwycięzca            | Przegrany            | Lokacja                 | Gala        | Data                      |
| -------------------- | -------------------- | ----------------------- | ----------- | ------------------------- |
| Lince Dorado (maska) | Mitch Ryder (włosy)  | Filadelfia, Pensylwania | Chapter 11  | 18 listopada 2007(dts)    |
| Lince Dorado (tytuł) | Aiden Altair (maska) | Orlando, Floryda        | Live event  | 7 kwietnia 2012(dts)      |
| Lince Dorado (maska) | Chasyn Rance (włosy) | Orlando, Floryda        | With Malice | 12 października 2013(dts) |